# Schwobsheim
Schwobsheim é uma comuna francesa na região administrativa de Grande Leste, no departamento Baixo Reno. Estende-se por uma área de 2,57 km². Em 2010 a comuna tinha 339 habitantes (densidade: 131,9 hab./km²).